# Mikronezja na Letnich Igrzyskach Olimpijskich 2004
Mikronezję na XXVIII Letnich Igrzyskach Olimpijskich w Atenach reprezentowało 5 sportowców (3 mężczyzn, 2 kobiety) w 3 dyscyplinach.
Był to drugi start Mikronezji na letnich igrzyskach olimpijskich (poprzednie to 2000).

## Reprezentanci

### Lekkoatletyka
Kobiety
- Evangeleen Ikelap
  - Bieg na 100 m - odpadła w eliminacjach (60. czas)

Mężczyźni
- John Howard
  - Bieg na 100 m - odpadł w eliminacjach (66. czas)

### Pływanie
Kobiety
- Tracy Ann Route
  - 50 m stylem dowolnym - odpadła w eliminacjach (65. czas)

Mężczyźni
- Anderson Bonabart
  - 50 m stylem dowolnym - odpadła w eliminacjach (68. czas)

### Podnoszenie ciężarów
Mężczyźni
- Manuel Minginfel
  - Kategoria do 62 kg  - 272,5 kg (10. miejsce)